# ブタ地区
ブタ地区（フランス語: Territoire de Buta）はコンゴ民主共和国の高ウエレ州の地区。人口は82,033人（1984年国勢調査）。ザイール共和国時代はブタ市を含んでいたが、現在は独立して別の行政区画となっている。

## 行政区画
6つの首長区を管轄する。
- Chefferie Mongazolo (Mongazulu)
- ングル首長区 (Chefferie Nguru)
- モバティ首長区 (Chefferie Mobati)
- Chefferie B.M.(Barisi)
- Chefferie Bayeu Bogongea
- Chefferie Bayeu Bogbama

## 地理
北西にボンド地方、南東から東にアケチ地方、西にバソコ地方と隣接している。
バリマ川、テレ川、レモイ川、ルビ川が流れている。